# Oševljek
Oševljek je naselje v Občini Renče - Vogrsko.
Oševljek leži približno 3 km jugovzhodno od Renč in 7 km južno od Vogrskega.

## Ime
Ime Oševljek izhaja iz besede *olьševikъ 'jelšev gozd', kar se nanaša na lokalno rastlinstvo. Sorodna imena so Olševek, Oševek in Viševek.